# Schwachstellenanalyse in der Korruptionsprävention
Unter einer Schwachstellenanalyse in der Korruptionsprävention versteht man die am Prozess orientierte Darstellung von Risiken und Gefahren in Bezug auf das Auftreten von Korruptionssachverhalten. Die Schwachstellenanalyse ist aufgrund ihrer Prozessorientierung fachbereichs- und stellenübergreifend. Während bei einer Risikoanalyse das Korruptionsrisiko in Bezug auf einzelne Stellen oder Abteilungen innerhalb einer Organisation bewertet wird (Aufbauorganisation), basiert die Schwachstellenanalyse auf der Beleuchtung spezifischer Arbeitsprozesse, losgelöst von deren jeweiliger organisationalen Positionierung (Ablauforganisation). Das schließt nicht aus, dass die Schwachstellenanalyse auch bei Prozessen Anwendung findet, die maßgeblich lediglich von einer Stelle bearbeitet werden. In der Regel handelt es sich aber um komplexe Prozesse, die durch die Beleuchtung einzelner Stellen nicht hinreichend bewertet werden können.

## Methodik
Methodisch basiert die Schwachstellenanalyse darauf, in Zusammenarbeit mit den Mitarbeitern korruptives Verhalten zu antizipieren, um die vorhandenen Prozessabläufe daraufhin zu betrachten, ob sie geeignet sind, derartiges Verhalten im Vorfeld zu verhindern. Bei der Schwachstellenanalyse für Korruption kommen daher keine standardisierten quantitativen Verfahren, sondern vielmehr qualitativ - hermeneutische Verfahren zum Einsatz. Sie werden in der Regel mithilfe eintägiger Workshops zur Geschäftsprozessanalyse zusammen mit Mitarbeitern der Organisation durchgeführt.